# Further Along
Further Along è un album del gruppo musicale The Dubliners, pubblicato nel 1996.
Dopo l'abbandono di Ronnie Drew, questo è il primo album dei Dubliners con Paddy Reilly.

## Tracce
1. Step It Out Mary
2. Back in Durham Gaol
3. Reels - Sailing in, Alice's Reel
4. Coming of the Road
5. If You Ever Go to Dublin Town
6. Ar Éirinn Ni Neosfainn Cé Hi
7. Dirty Old Town
8. Tá An Coileach Ag Fógairt An Lae
9. St. Patrick's Cathedral
10. The Crack Was Ninety in the Isle of Man
11. Song For Ireland
12. Job of Journeywork
13. Cavan Girl
14. Further Along
15. Jigs - Miss Zanussi, St. Martin's Day
16. Working Man